# I Don't Know What You Want But I Can't Give It Any More
Singles de Pet Shop Boys
Somewhere
(1997) New York City Boy
(1999)
I Don't Know What You Want But I Can't Give It Any More est une chanson du duo britannique Pet Shop Boys extraite de leur septième album studio, Nightlife, paru le 11 octobre 1999.
Le 19 juillet 1999, un peu moins de trois mois avant la sortie de l'album, la chanson a été publiée en single. C'était le premier single tiré de cet album.
Le single a atteint la 15e place au Royaume-Uni.